# Sommo
Sommo é uma comuna italiana da região da Lombardia, província de Pavia, com cerca de 1.034 habitantes. Estende-se por uma área de 14 km², tendo uma densidade populacional de 74 hab/km². Faz fronteira com Bastida Pancarana, Cava Manara, Zinasco.

## Demografia
| Variação demográfica do município entre 1861 e 2011                               |
|                                                                                   |
| Fonte: Istituto Nazionale di Statistica (ISTAT) - Elaboração gráfica da Wikipedia |